# Премия «Сезар» за лучший фильм франкоязычных стран
«Премия „Сезар“ за лучший фильм франкоязычных стран» — одна из наград Академии искусств и технологий кинематографа Франции, которая вручалась в 1984—86 годах в рамках национальной кинопремии национальной кинопремии «Сезар» лучшему фильму, выпущенному франкоязычной страной. С 1987 года вместо данной ктаегории учреждён приз за лучший фильм на иностранном языке — премия «Сезар» за лучший фильм на иностранном языке.

## Победители и номинанты
Ниже представлен список фильмов получивших эту премию, а также номинанты.  Имена победителей выделены отдельным цветом 
| Год  | Русское название        | Оригинальное название | Режиссёр             | Страна       |
| ---- | ----------------------- | --------------------- | -------------------- | ------------ |
| 1984 | В белом городе          | Dans la ville blanche | Ален Таннер          | Швейцария    |
| 1984 | Облегчение              | L'Allégement          | Марсель Шюпбах       | Швейцария    |
| 1984 | Бенвенута               | Benvenuta             | Андре Дельво         | Бельгия      |
| 1984 | Счастье по случаю       | Bonheur d'occasion    | Клод Фурнье          | Канада       |
| 1984 | Постель                 | Le Lit                | Марион Генсель       | Бельгия      |
| 1984 | Ничего, что игра        | Rien qu'un jeu        | Бриджит Сауриоль     | Канада       |
| 1985 | Дар Божий               | Wend Kuuni            | Гастон Каборе        | Буркина-Фасо |
| 1986 | Дерборанс               | Derborence            | Франсис Рессер       | Швейцария    |
| 1986 | Дама в цветах           | La Dame en couleurs   | Клод Жютра           | Канада       |
| 1986 | Пыль                    | Dust                  | Марион Генсель       | Бельгия      |
| 1986 | Радуйся, Мария          | Je vous salue, Marie  | Жан-Люк Годар        | Швейцария    |
| 1986 | Бледное лицо            | Visage pâle           | Клод Ганьон          | Канада       |
| 1986 | Решительно в этот вечер | Vivement ce soir      | Патрик ван Антверпен | Бельгия      |